# Christer Johansson
Bo Arne Christer Johansson (ur. 11 listopada 1950 w Bjurholm) – szwedzki biegacz narciarski, złoty medalista mistrzostw świata.

## Kariera
W zawodach startował w latach 70. Igrzyska olimpijskie w Innsbrucku w 1976 roku były pierwszymi i zarazem ostatnimi w jego karierze. Zajął tam 21. miejsce w biegu na 30 km techniką klasyczną, a wraz z kolegami z reprezentacji zajął czwarte miejsce w sztafecie 4x10 km.
W 1978 roku wystartował na mistrzostwach świata w Lahti. Osiągnął tam największy sukces w swojej karierze, wspólnie z Svenem-Åke Lundbäckiem, Tommym Limbym i Thomasem Magnusonem zdobywając złoty medal w sztafecie.

## Osiągnięcia

### Igrzyska olimpijskie
| Miejsce | Dzień     | Rok  | Miejscowość | Konkurencja             | Czas biegu | Strata   | Zwycięzca          |
| ------- | --------- | ---- | ----------- | ----------------------- | ---------- | -------- | ------------------ |
| 35.     | 5 lutego  | 1976 | Innsbruck   | 30 km stylem klasycznym | 1:30:29,38 | +6:11,48 | Siergiej Sawieljew |
| 4.      | 11 lutego | 1976 | Innsbruck   | Sztafeta 4 × 10 km      | 2:07:59,72 | +3:17,16 | Finlandia          |

### Mistrzostwa świata
| Miejsce | Dzień     | Rok  | Miejscowość | Konkurencja             | Czas biegu | Strata   | Zwycięzca         |
| ------- | --------- | ---- | ----------- | ----------------------- | ---------- | -------- | ----------------- |
| 7.      | 22 lutego | 1978 | Lahti       | 15 km stylem klasycznym | 49:09,37   | +44,69   | Józef Łuszczek    |
| 1.      | 23 lutego | 1978 | Lahti       | Sztafeta 4 × 10 km      | 2:05:17,63 | -        | -                 |
| 13.     | 26 lutego | 1978 | Lahti       | 50 km stylem klasycznym | 2:46:43,06 | +7:13,62 | Sven-Åke Lundbäck |